# Port Krim

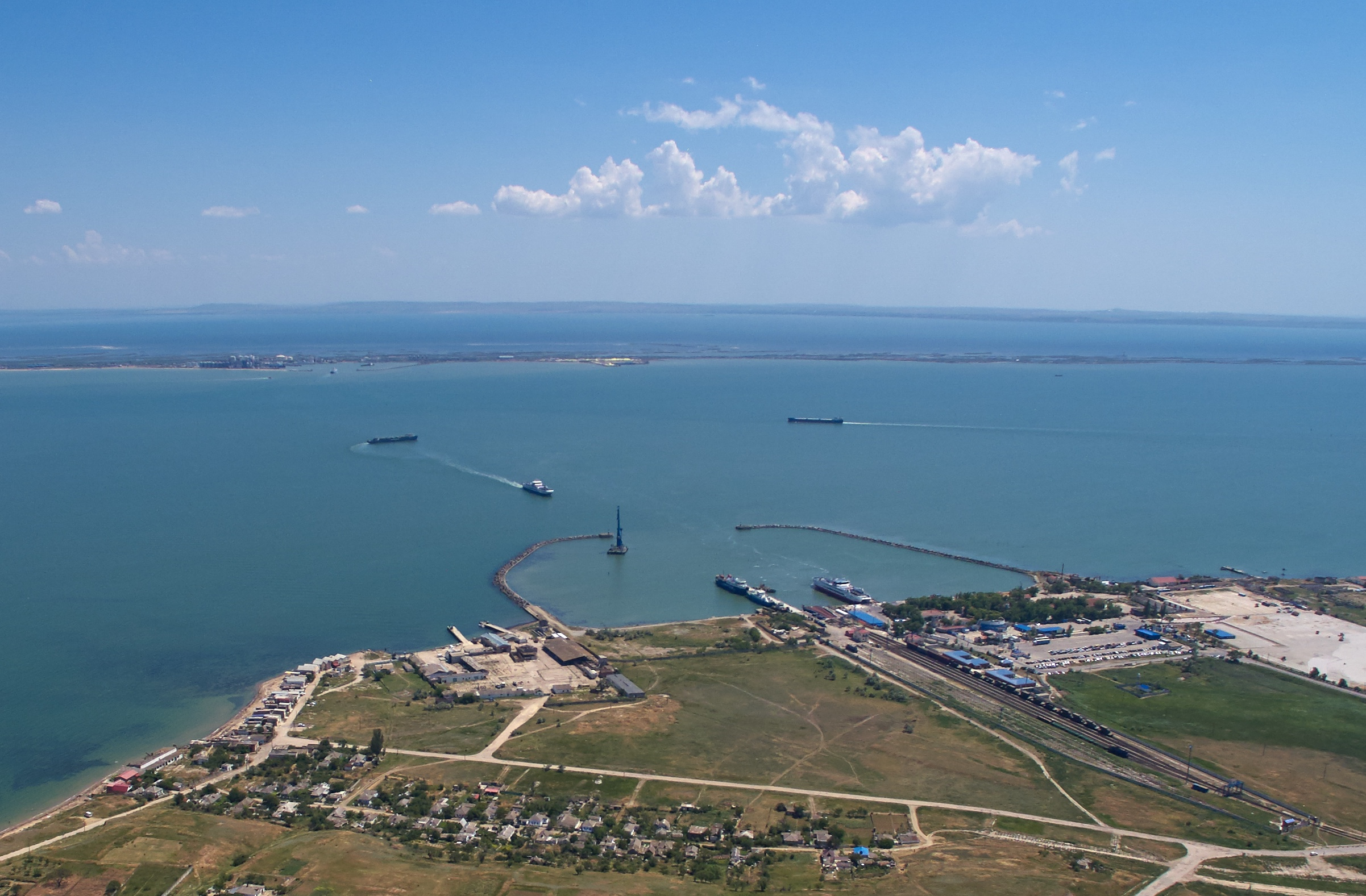
Kertjsundet mot Port Kavkaz, med Port Krim i förgrunden

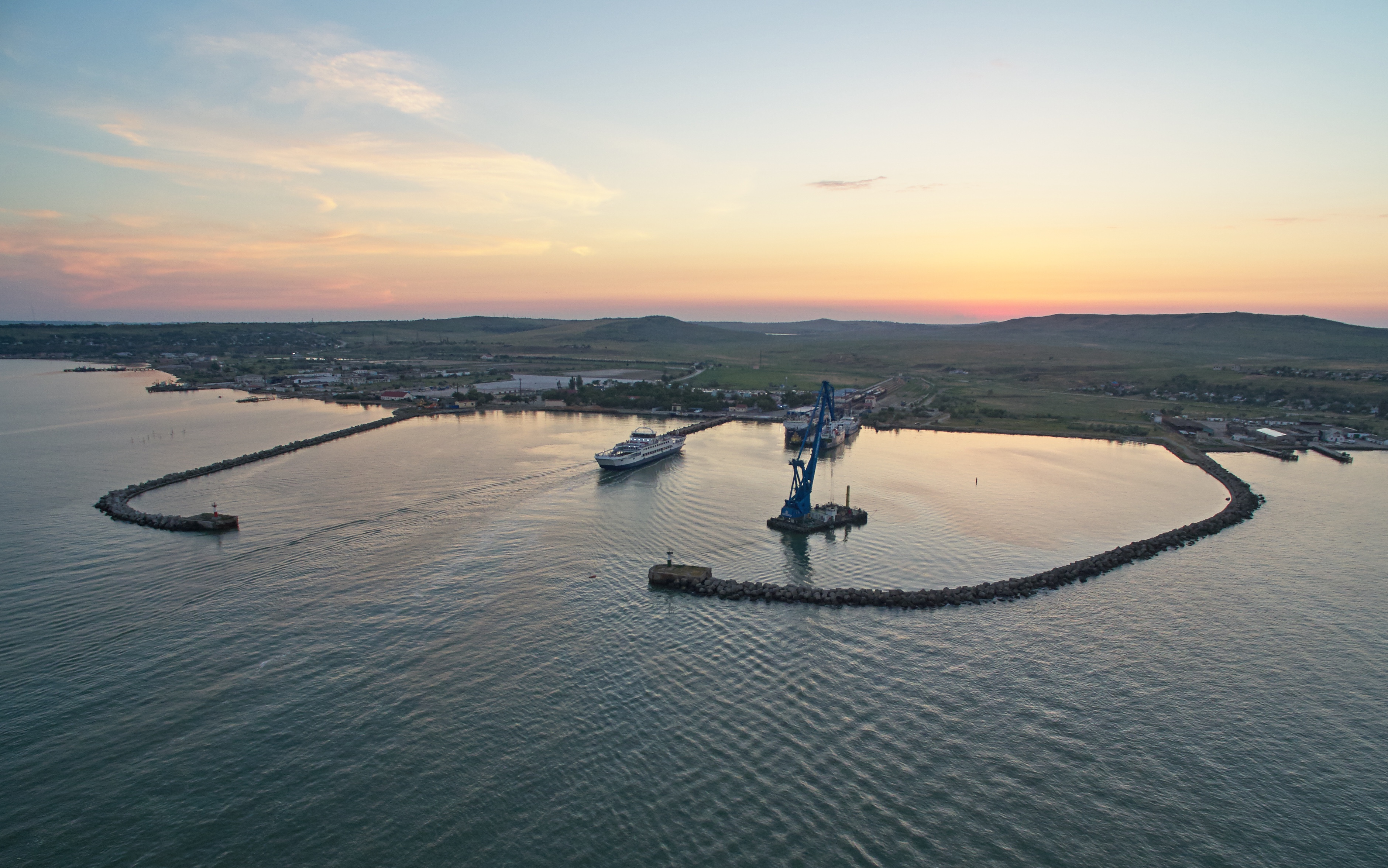
Port Krim, 2015

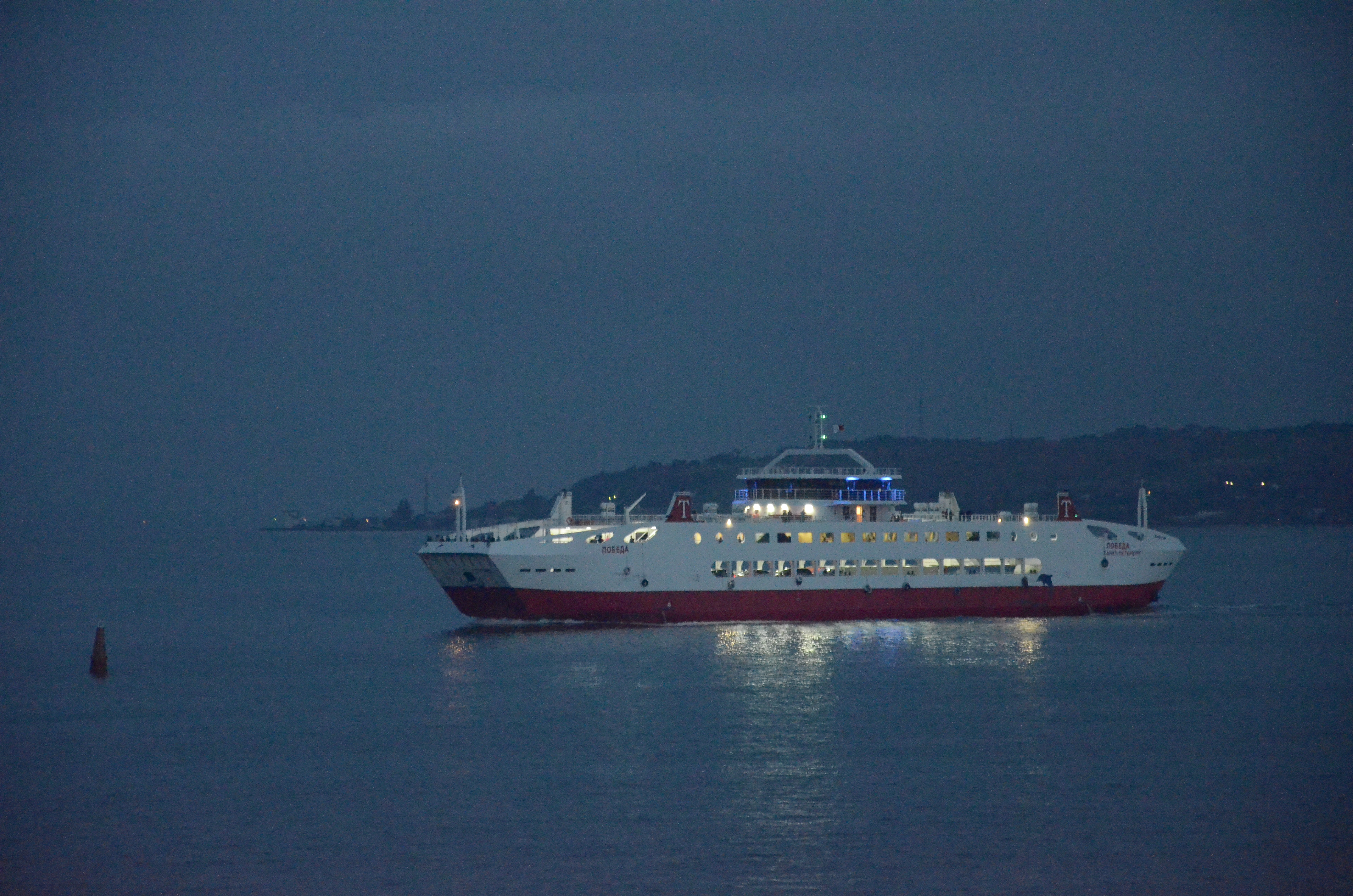
Färjan Pobeda på Kertjsundet, 2015

Port Krim (ukrainska: Порт Крим, ryska: Порт Крым) är en ukrainsk hamn på Krim i den nordöstra utkanten av staden Kertj, på västra sidan av Kertjsundet.
Färjor går över Kertjsundet till Port Kavkaz nästan längst ut på den 18 kilometer långa sandreveln Tjusjkareveln i den ryska provinsen Krasnodar kraj. Avståndet mellan hamnarna är mindre än fem kilometer.
Hamnen utgjorde den västra terminalen för järnvägs- och vägfärjorna på den färjelinje över Kertjsundet, som före Kertjbrons tillkomst utgjorde huvudförbindelsen mellan Krim och Krasnodar kraj. 
Port Krim var tidigare en plats utmed Europaväg E97 (ukrainska riksväg M17), där den vägen slutade för att fortsätta i Port Kavkaz på den ryska kusten mot Georgien. 

## Historik
En färjeförbindelse över Kertjsundet etablerades 1952. Ursprungligen fanns fyra tågfärjor och senare tillkom tre bilfärjor. Tågtransporten pågick till senare delen av 1980-talet, då de gamla tågfärjorna togs ur bruk. Från hösten 2004 sattes nya tågfärjor in.
I december 2015 påbörjade Ryssland byggandet av en bro över Kertjsundet mellan Ryssland och det av Ryssland ockuperade Krim. Brobygget stod klar för vägtrafik 2018 och för järnvägstrafik i slutet av 2019. Den sista reguljära färjeöverfarten skedde den 28 september 2020, varefter den civila trafiken upphörde.